# Yusuke Matsuda
Yusuke Matsuda (松田 悠佑 Matsuda Yusuke?), född 23 april 1991 i Kyoto prefektur, är en japansk fotbollsspelare.
Matsuda började sin karriär 2014 i FC Ryukyu. Efter FC Ryukyu spelade han för Saurcos Fukui, Tochigi Uva FC och MIO Biwako Shiga.